# محطة قطار الخيثر
محطة "الخيثر" أو محطة كريدر هي محطة قطار سابقة في السكة الحديدية الجزائرية تقع في بلدية الخيثر في ولاية البيض.

## التموقع في السكة الحديدية
تقع المحطة على ارتفاع 988,000 متر فوق مستوى سطح البحر، عند نقطة الكيلومترية (PK) 309,100 من خط وهران – القنادسة [الفرنسية] حيث تتم قبلها من محطة حاسي المداني القديمة وتتبعها من محطة بوقطب القديمة.

## تاريخ

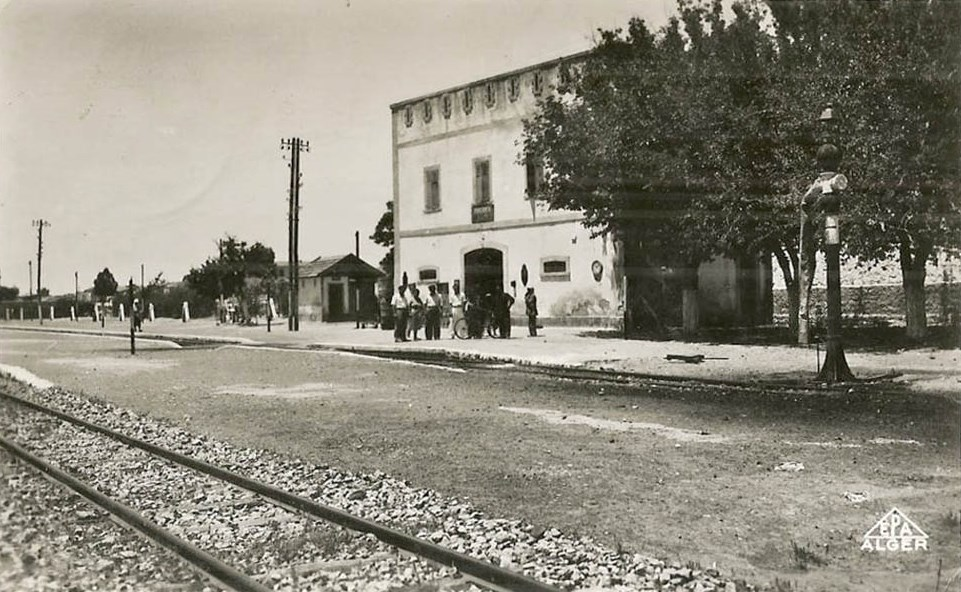
محطة القطار في بداية العشرين

في وقت الاستعمار كان اسم المحطة هو محطة الكريدر.
وُضعت المحطة في الخدمة في 27 سبتمبر 1881 ععندما افتتح قسم مصباح –  كريدر  من الخط الضيق القديم الذي يبلغ طوله 1055 مليمتر من وهران إلى القنادسة، حيث كانت تسبقها محطة حاسي المداني وتتبعها محطة بوقطب.

### روابط خارجية
- "SNTF". Société nationale des transports ferroviaires (SNTF). مؤرشف من الأصل في 2025-05-05..